# Fusarium fujikuroi
Fusarium fujikuroi (auch genannt Gibberella fujikuroi) ist ein Schlauchpilz. Eine Infektion damit löst in Reis die Bakanae-Krankheit (gesprochen: „ba-ka-na-eh“; japanisch: 馬鹿苗病, バカナエビョウ, Bakanae-byou) aus, die im Englischen auch als „foolish seedling disease“ bezeichnet wird. Fusatium fujikuroi produziert verschiedene Gibberelline (am meisten GA3), ein Phytohormon, welches u. a. das Längenwachstum von Pflanzen beeinflusst.

## Merkmale
Die Fruchtkörper, die Perithecien werden normalerweise auf toten Pflanzengewebe gebildet. Sie sind dunkelblau, kugelig bis zapfenförmig, 250 bis 350 µm hoch und 220 bis 300 µm im Durchmesser mit einer rauen äußeren Wand. Die Schläuche sind elliptisch bis keulenförmig mit 4 bis 8 schräg einreihig angeordneten Sporen. Diese sind durchscheinend, elliptisch und werden 14 bis 18 μm breit und 4,5 bis 6 μm breit. Sie sind meist nur einfach septiert, haben manchmal aber bis zu 3 Septen. Es können orangefarbene Sporodochien produziert werden.

### Ähnliche Arten
Fusarium fujikuroi kann von Fusarium proliferatum sicher nur durch DNA-Sequenzierung oder Kreuzungstests unterschieden werden. Morphologisch ähnlich ist auch Fusarium verticillioides.

## Systematik
Bis 2013 wurde die Hauptfruchtform Gibberella fujikuroi genannt, die Nebenfruchtform Fusarium fujikuroi, auch Lisea fujikuroi war ein verbreiteter Name. Seit dem 1. Januar 2013 ist aber nur noch der Name der Hauptfruchtform für alle Pilze gültig, wie auf dem Nomenklaturkongress des International Code of Botanical Nomenclature (ICBN) in Melbourne 2011 beschlossen wurde. Da allerdings der Name Fusarium für die gesamte Gattung viel häufiger verwendet wird als Gibberella, wurde beschlossen, dass Fusarium der alleinige gültige Name wird. Für Fusarium fujikuroi ist Gibberella fujikuroi daher nur noch ein Synonym.